# プロメテウス (スターゲイト)
プロメテウス (Prometheus)は、アメリカ合衆国制作のSFテレビドラマ『スターゲイト SG-1』および『スターゲイト アトランティス』に登場する、アメリカ合衆国空軍初の超光速航行可能な宇宙戦艦である。

## 形式
試作機の形式番号はX-303。それをベースに各種装備を向上させて実戦型としたBC-303があり、これが「プロメテウス」と命名された。艦名は、ギリシャ神話で人間に火を与えた同名の神プロメーテウスからとられており、艦番号の種別"BC"は"Battle Cruiser"（巡洋戦艦）の略である。当初のSG-1のリーダーであるオニールは「エンタープライズ」と名づけたかったようだが、上層部により却下されている。

## クルー
- 初代艦長 - ウィリアム・ロンソン大佐
- 2代目艦長 - ペンダーガスト大佐

## 詳細
オニールたちSG-1が今までに収集したエイリアンの技術と地球の技術を組み合わせ、アスガードの協力の下に開発された地球初の宇宙戦艦である。
しかしトールからは劣悪でお粗末と批評されたり、レプリケーターからも見向きされなかった。大きさはハタク級ほど。
シーズン7最終話ではアヌビスの大艦隊とF-302と共に戦い、オニール達を守りきった。以降、地球防衛や、宇宙探査を主な目的としている。
シーズン9においてオーライの援助を受けたテガラス星のランド保護国の衛星兵器破壊のため、テガラス星に向かうが、衛星兵器の攻撃を3発受け、撃沈されてしまう。撃沈寸前に退艦命令を受けた乗員達は脱出後各自自力でカレド連邦領土内に集結せよという指示を受け転送リングで脱出したが乗員115名のうちカレド連邦軍によって保護された76名以外は艦長を含めKIA（戦死）となってしまった、その後SGC帰還後に艦長以下戦死者の合同慰霊祭が開かれる事になった。

## 諸元
クラス
プロメテウス級
大きさ
当初の敵であったゴアウルドの宇宙船である「ハタク級」より小型である。
装備
- アスガード転送ビーム
- 転送リング

艦載機
- 捕獲したゴアウルドのデス・グライダーを元に製造されたX-302を量産化したF-302を8機搭載可能。

兵装
- 近接防御兵器
- レールガン×4門
- 汎用ミサイル×16基

防御
- アスガードから供与されたシールドシステム
- トリニウム製船体

推進方法
- 亜光速エンジン：2基
- ハイパードライブエンジン：2基

当初は地球製のを積んでいたが、トラブルや事故のためアルケシュのと交換された。その後、アスガードから供与され、安定したハイパードライブが行えるようになった。
動力源
- ナクアダジェネレータ